# Панарабские игры 2004
10-е Панарабские игры (араб. دورة الألعاب العربية 2004‎, англ. 2004 Pan Arab Games) — международное спортивное мероприятие, проходившее в городе Алжир, столице одноимённого государства с 24 сентября по 10 октября 2004 года. Впервые за всё время проведения Панарабских игр участие в них приняли все 22 страны, входившие в тот момент в Лигу арабских государств — 3240 спортсменов состязались в 26 видах спорта.
Изначально проведение соревнований планировалось на 2003 год, однако в связи с разрушительным землетрясением в Алжире Игры были перенесены на год.

## Виды спорта
Программа соревнований включала в себя 23 вида спорта для спортсменов-профессионалов, а также 3 вида — для спортсменов с ограниченными возможностями.
- Академическая гребля
- Бадминтон
- Баскетбол
- Бокс
- Борьба
- Велоспорт
- Волейбол
- Дзюдо
- Карате
- Кикбоксинг
- Конный спорт
- Лёгкая атлетика
- Настольный теннис
- Парусный спорт
- Плавание
- Пляжный волейбол
- Спортивная гимнастика
- Стрельба
- Теннис
- Тхэквондо
- Тяжёлая атлетика
- Фехтование
- Шахматы

Паралимпийские виды:
- Баскетбол на колясках
- Голбол
- Лёгкая атлетика

## Страны-участницы
В соревнованиях приняли участие представители всех 22 государств, входивших в Лигу арабских государств на момент проведения Игр.
- Алжир
- Бахрейн
- Джибути
- Египет
- Иордания
- Ирак
- Йемен
- Катар
- Коморы
- Кувейт
- Ливан
- Ливия
- Мавритания
- Марокко
- ОАЭ
- Оман
- Палестина
- Саудовская Аравия
- Сирия
- Сомали
- Судан
- Тунис

## Медальный зачёт
| Место | Страна            | Золото | Серебро | Бронза | Всего |
| ----- | ----------------- | ------ | ------- | ------ | ----- |
| 1     | Алжир             | 91     | 89      | 87     | 267   |
| 2     | Египет            | 81     | 52      | 49     | 182   |
| 3     | Тунис             | 46     | 39      | 47     | 132   |
| 4     | Сирия             | 24     | 30      | 36     | 90    |
| 5     | Марокко           | 21     | 38      | 41     | 100   |
| 6     | Саудовская Аравия | 16     | 20      | 18     | 54    |
| 7     | Ирак              | 13     | 24      | 34     | 71    |
| 8     | Иордания          | 11     | 19      | 31     | 61    |
| 9     | Ливия             | 5      | 2       | 3      | 10    |
| 10    | ОАЭ               | 4      | 5       | 10     | 19    |
| 11    | Кувейт            | 3      | 6       | 18     | 27    |
| 12    | Катар             | 3      | 5       | 18     | 26    |
| 13    | Ливан             | 3      | 3       | 5      | 11    |
| 14    | Йемен             | 3      | 1       | 4      | 8     |
| 15    | Судан             | 2      | 6       | 3      | 11    |
| 16    | Бахрейн           | 2      | 1       | 3      | 6     |
| 17    | Палестина         | 0      | 1       | 1      | 2     |
| 18    | Оман              | 0      | 1       | 0      | 1     |